# Миллар, Марк
Марк Ми́ллар (англ. Mark Millar; род. 24 декабря 1969, Котбридж, Ланаркшир) — шотландский автор комиксов с середины 1990-х годов работающий с крупнейшими американскими издательствами, в основном с Marvel Comics. Одной из его наиболее известных работ является комикс «Пипец», экранизированный в 2010 году Мэттью Воном.

## Биография
Миллар с детства увлекался комиксами, на собственное творчество его воодушевил Алан Мур, с которым Миллар подростком познакомился на автограф-сессии. На последнем курсе университета он бросил учёбу и стал всё время уделять работе над комиксами. Первым профессиональным опытом Миллара была работа в лестерском издательстве Trident Comics, куда он устроился в 1989 году. Успех ему принёс комикс о супергерое Спасителе (англ. Saviour). В начале 1990-х Миллар работал над научно-фантастической серией «2000 год н. э.» (англ. 2000 AD) и сборником Sonic the Comic.
Британские работы Миллара привлекли к нему внимание гиганта индустрии DC Comics, и в 1994 году Миллара пригласили работать вместе с Грантом Моррисоном над комиксом под названием «Болотная тварь» (англ. Swamp Thing). До конца 1990-х Миллар продолжал совмещать работу над британской серией «2000 год н. э.» и комиксами DC, среди которых были «Приключения Супермена», «Флэш» и «Лига справедливости». Также в 1995 году он вместе с Моррисоном написал сценарий короткой серии Skrull Kill Krew для Marvel Comics.
В карьере Миллара случился прорыв, когда он в 2000 году заменил Уоррена Эллиса в качестве основного автора популярной серии «Власть» (англ. The Authority), издаваемой Wildstorm, дочерней компанией DC Comics. Этот комикс о команде супергероев считался ориентированным на взрослых читателей — в нём было много насилия, жестокости, затрагивалась серьёзные темы: секс, политика, терроризм, с приходом Миллара серия стала ещё более серьёзной. Если в привычных комиксах о супергероях сюжет, как правило, сводился к борьбе супергероев с суперзлодеями, то у Миллара борьба шла с социальной несправедливостью, поднимался вопрос о месте супергероев в обществе. Комикс регулярно редактировался цензорами DC Comics, которые вырезали, в частности, сцену поцелуя между двумя главными героями-геями, а после террористических атак 11 сентября очередной номер комикса был задержан и из него убраны многие эпизоды с критикой правительства, которые цензоры сочли антипатриотичными. Из-за постоянного давления со стороны издателя Миллар в 2002 году покинул DC Comics. Уже после его ухода был издан комикс «Супермен: Красный сын» (англ. Superman: Red Son), в котором показывается альтернативная версия Супермена, выросшего в СССР.
В 2001 году Миллар начал работать вместе Брайаном Майклом Бендисом над новой альтернативной вселенной Marvel Comics, названной Ultimate. Вся серия являлась ремейком классических комиксов Marvel, созданных Стэном Ли, Стивом Дитко и Джеком Кирби в 1960-х годах. Во вселенной Ultimate истории Человека-Паука, Людей Икс, Фантастической Четвёрки и Мстителей заново начинались в реалиях XXI века и стали более серьёзными и зрелыми по сравнению с оригиналами. Работу начал Бендис с комикса о Человеке-пауке в 2000 году, Миллар взял на себя комикс о Людях Икс в 2001 году, затем о Алтимейтс (англ. Ultimates) в 2002 году и совместно с Бендисом создал первые 6 выпусков комикса о Фантастической Четвёрке. Новая инкарнация классических комиксов стала очень популярной у читателей и имела огромный финансовый успех.
В 2004 году Миллар создал компанию MillarWorld, которая владеет правами на его авторские комиксы, такие как «Особо опасен», «Избранный», «Пипец» и «Герои войны». Публикацию своих работ Миллар предоставлял различным, не очень большим издательствам. В 2008 году был экранизирован «Особо опасен», в 2010 вышла экранизация «Kick-Ass», права на экранизацию «Избранного» и «Героев войны» приобрела компания Sony.
В 2006 году вышел кроссовер Миллара под названием «Гражданская война», коснувшийся всех основных серий и значительно изменивший вымышленную вселенную Marvel. В настоящее время Миллар работал над основными сериями комиксов о Фантастической Четвёрке и Росомахе.
8 Августа 2017 года Netflix приобрела самого Марка Миллара и его издательство «Millarworld». Компания сделала это с намерением экранизировать все комиксы Марка в виде фильмов, сериалов и детских шоу, которые будут демонстрироваться только онлайновом кинотеатре Netflix.

### Работа в США
- Skrull Kill Krew (5-issue miniseries (co-written with Grant Morrison), Marvel, 1995, tpb, 2006 ISBN 0-7851-2120-X)
- Swamp Thing
  - issues #140 — 143 (co-written with Grant Morrison)
  - issues #144 — 171
- The Flash #130 — 138 (co-written with Grant Morrison)
- The Flash #139 — 141
- Superman Adventures # 16, 19, 22-38, 41 & 52.
- JLA — Paradise Lost (3-issue mini-series, DC Comics)
- JLA #27 (DC Comics)
- DC Tangent: The Superman
- The Authority #13-20, 22 & 27-29 (Wildstorm)
- Jenny Sparks (5-issue mini-series, Wildstorm, 2000)
- Ultimate X-Men #1-12, 15-33 & Ultimate War #1-4 (Marvel, 2000—2003) collected as:
  - Volume 1: The Tomorrow People (#1 — 6)
  - Volume 2: Return To Weapon X (#7 — 12)
  - Volume 3: World Tour (#13 — 20)
  - Volume 4: Hellfire & Brimstone (#21 — 25)
  - Volume 5: Ultimate War (Ultimate War #1 — 4)
  - Volume 6: Return Of The King (#26 — 33)
- The Ultimates #1-13 (with artist Bryan Hitch, Marvel, 2002—2004)
  - The Ultimates, Volume 1 — Super Human
  - The Ultimates, Volume 2 — Homeland Security
- Trouble (with Terry Dodson/Rachel Dodson, 5-issue mini-series, Marvel Comics 2003)
- Superman: Red Son (with Dave Johnson, 3-issue prestige mini-series, DC, 2003)
- Wanted (with artist J.G. Jones, 6-issue creator-owned limited series, Image/Top Cow, 2003—2004, hardcover, February 2009, ISBN 0-7851-2158-7)
- Chosen (with artist Peter Gross, 3-issue creator-owned miniseries, Dark Horse, 2004, tpb, Image Comics, 72 pages, December 2008, ISBN 160706006X)
- The Unfunnies (4-issue mini-series, Avatar Press, 2004 (1-2) & 2007 (3-4)
- Ultimate Fantastic Four #1-6 (2003—2004). 6-issue story arc initially co-written with Brian Michael Bendis, who wrote most of the later issues of the story. Collected in trade paperback, UFF: Volume 1: The Fantastic
- Marvel Knights Spider-Man #1-12 (with artists Terry Dodson (#1-4, 6-7 & 9-12) and Frank Cho (#5 & 8), Marvel, 2004—2005):
  - Down Among the Dead Men (#1-4)
  - Venomous (#5-8)
  - The Last Stand (#9-12)
- Wolverine vol. 3 #20-32 (with artists John Romita Jr. (#20-31) & Kaare Andrews (#32), Marvel Comics, 2004—2005) collected as:
  - Wolverine: Enemy of the State (hardcover)
  - Wolverine: Enemy of the State Volumes 1 & 2 (paperback)
- The Ultimates 2 #1-13 (with artist Bryan Hitch, Marvel Comics, 2004—2007) collected as:
  - The Ultimates 2, Volume 1 — Gods and Monsters
  - The Ultimates 2, Volume 2 — Grand Theft America
- Ultimate Fantastic Four #21-32 (with artist Greg Land, Marvel Comics, 2005—2006) collected as:
  - Volume 5 — Crossover
  - Volume 6 — Frightful
- Civil War #1-7 (with artist Steve McNiven, Marvel Comics, 2006—2007)
- Fantastic Four #554-569 (with artist Bryan Hitch, Marvel Comics, 2008—2009)
- Kick-Ass #1-present (with artist John Romita Jr., Icon, 2008-present)
- Marvel 1985 (with artist Tommy Lee Edwards, 6-issue limited series, Marvel, 2008)
- Wolverine vol. 3 #66-72 + Wolverine: Old Man Logan Giant-Sized special (with artist Steve McNiven, Marvel, 2008—2009)
- War Heroes #1-present (with artist Tony Harris, Image Comics, 2008-present)
- Ultimate Comics: Avengers #1-present (with artist Carlos Pacheco, Marvel, 2009-present)
- Nemesis (with Steve McNiven, mini-series, Icon Comics, March 2010, forthcoming)